# Sunrise (Alaska)
Pour les articles homonymes, voir Sunrise.
Sunrise  est une localité d'Alaska (CDP) aux États-Unis, appartenant au Borough de la péninsule de Kenai. Sa population était de 18 habitants en 2010.
Elle est située dans la Péninsule Kenai, à 11 km de Hope, à l'embouchure de la rivière Sixmile, sur la rive sud du golfe de Cook, au nord-ouest de la Seward Highway.
Les températures moyennes vont de −10 °C à −3 °C en janvier et de 8 °C à 18 °C en juillet.
Sunrise était une ville minière, fondée aux environs de 1895. Une poste y a été ouverte entre 1899 et 1918. Actuellement la majorité des habitants sont des résidents saisonniers ou des retraités.

## Démographie
| 2000 | 2010 | - | - | - | - |
| ---- | ---- | - | - | - | - |
| 18   | 18   | - | - | - | - |